# Mercedes-Benz Studie SLK II
La Mercedes-Benz Studie SLK II est un concept car de Mercedes-Benz présenté au Mondial de l'Automobile de Paris à l'automne 1994. Elle est entrée en production en série en 1996 sous le nom de Mercedes-Benz R 170.

## Description
La base était la Mercedes-Benz Studie SLK I, présentée au printemps 1994. Le véhicule était propulsé par un moteur essence quatre cylindres à quatre temps. Elle était équipée d'une propulsion arrière et d'une transmission manuelle à cinq vitesses.
Alors qu'il y avait beaucoup de métal brillant à l'intérieur de la Mercedes-Benz Studie SLK I, l'intérieur de cette étude est plus élégamment conçu avec du cuir, la couleur prédominante étant le bleu (un «salut à la nation hôte» : les voitures de course françaises étaient traditionnellement peintes en bleu). Pour le reste, la Mercedes-Benz Studie SLK II diffère de la Mercedes-Benz Studie SLK I sur quelques petits points : le dispositif de retournement n'est pas recouvert et une capote a été ajoutée en tant que toit escamotable électro-hydraulique; le toit peut être ouvert ou fermé en 25 secondes.

## Production en série
La production en série a commencé en 1996 sous le nom de Mercedes-Benz R 170.